# Skanska
Skanska AB — шведская строительная компания. Штаб-квартира — в городе Сольна (Швеция).
Основана в 1887 году как производитель цемента.

## Собственники и руководство
Акционерами компании являются инвестиционные фонды Industrivarden (26,9 % голосующих акций), AMF Pension (5,1 %), SHB (4,9 %), Robur Funds (2,4 %) и т. д. Капитализация на 3 мая 2006 года — $6,85 млрд.
Главный управляющий — Стюарт Грэхем.

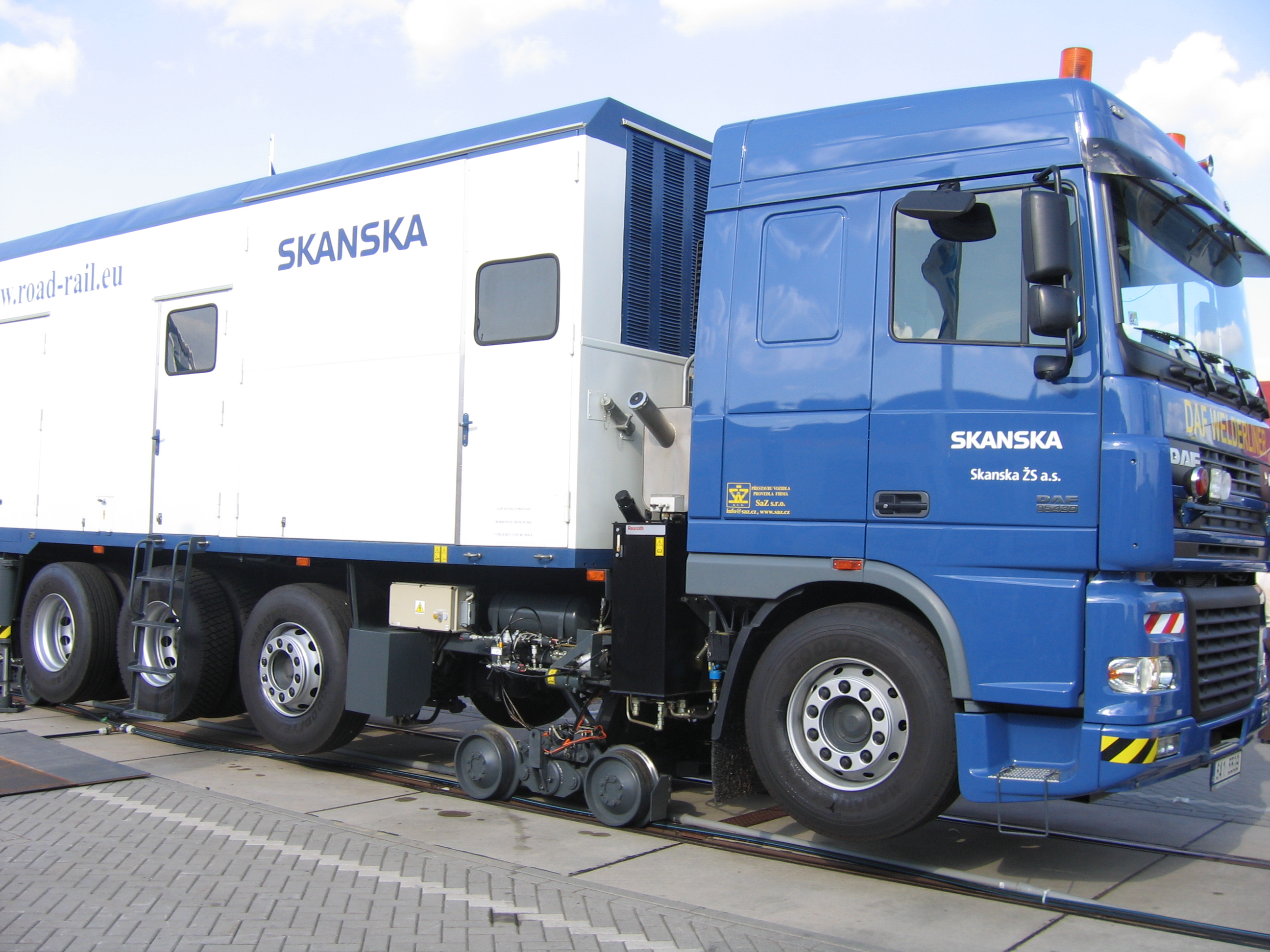
Грузовик-измеритель Skanska на «рельсовом ходу»

## Деятельность
Компания работает в США, Великобритании, странах Скандинавии, Польше, Чехии, Аргентине.
Совокупный доход всех подразделений Skanska в 2005 году, по её данным, составил около 13,2 млрд евро.

### Skanska в России
Первый опыт строительства компании в России — гостиница «Прибалтийская» в Ленинграде (1979 год).

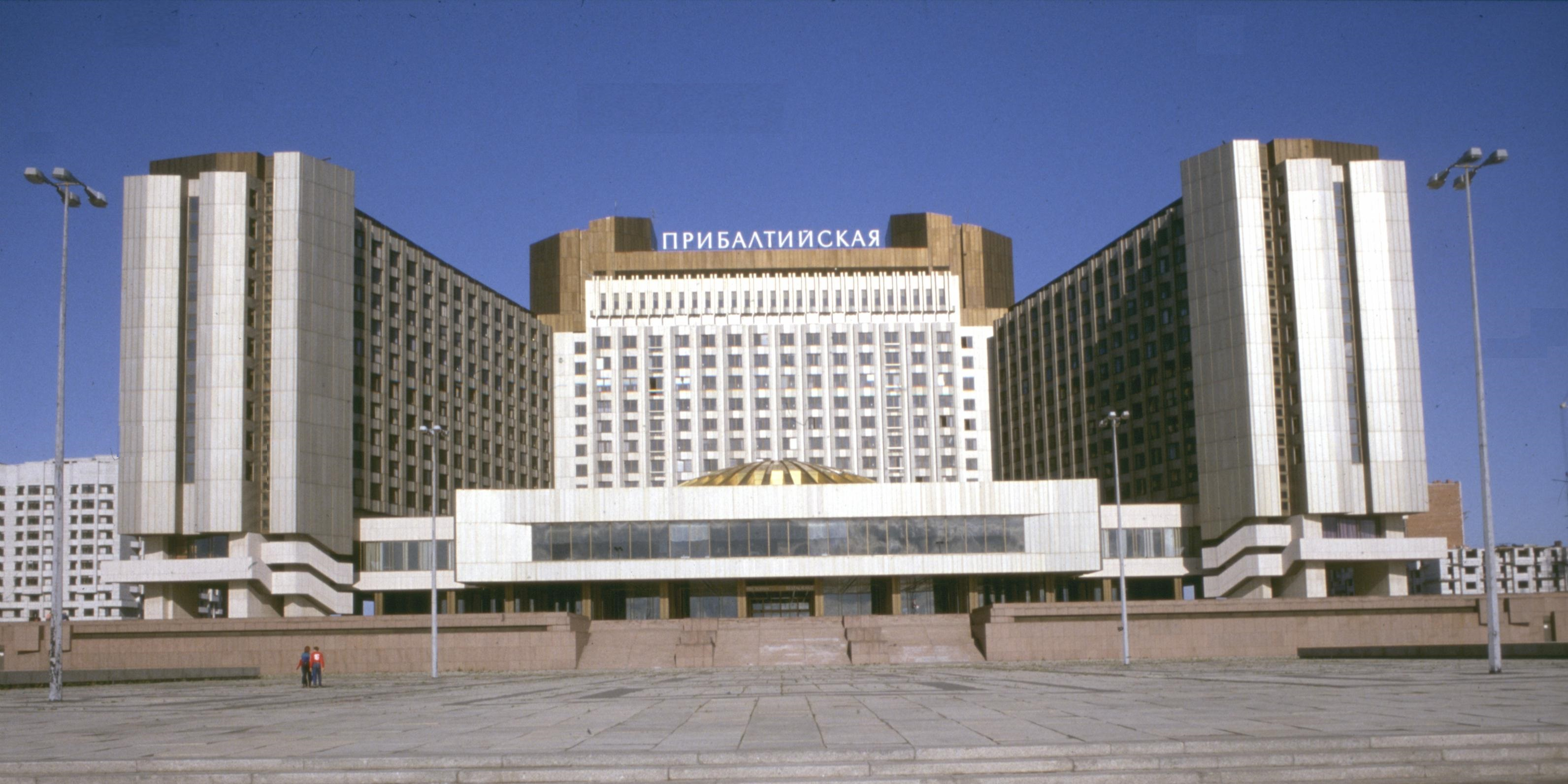
Гостиница «Прибалтийская» в Санкт-Петербурге

Представительство компании в России открыто в 1994 году, бизнес здесь ведут ЗАО «Петербургстрой-Skanska» (жилищное строительство) и ЗАО Skanska Olson (офисное строительство). Среди проектов компании два первых торговых центра IKEA, офисный комплекс «Новинский, 31», дворец спорта в Череповце, универсальный культурно-спортивный комплекс Арена 2000 в Ярославле. Весной 2006 года появились сведения о грядущем сворачивании бизнеса компании в России в связи с его убыточностью.

## Дополнительные факты
Skanska принимала участие в строительстве зданий Всемирного торгового центра в Нью-Йорке, а также в разборке завалов после атаки террористов на него 11 сентября 2001 года.